# Q.E.D. (film din 2014)
Q.E.D. (Quod erat demonstrandum) este un film românesc lansat în 2014, regizat de Andrei Gruzsniczki.

## Istoric
Filmul a fost finanțat prin Centrul National al Cinematografiei (CNC), întrucât a fost un proiect câștigător al Concursului CNC al sesiunii decembrie 2010 - ianuarie 2011 cu un buget alocat de 1.489.109 RON.

## Distribuție
- Sorin Leoveanu în rolul Sorin Pârvu,
- Ofelia Popii în rolul Elena Buciuman,
- Florin Piersic Jr.  în rolul Alexandru Voican,
- Virgil Ogășanu în rolul Martin Scăunașu,
- Marc Titieni în rolul David Buciuman,
- Dorian Boguță în rolul Lucian Amohnoaiei,
- Alina Berzunțeanu în rolul Valeria Amohnoaiei,
- Lucian Ifrim în rolul ofițerului Marinescu,
- Dan Tudor în rolul colonelui Deleanu,
- Mihai Călin în rolul profesorului Dima,
- Adina Cristescu în rolul șefei lui David Buciuman.
- Tora Vasilescu în rolul mamei lui Sorin Pârvu.

## Premii, recunoaștere
Filmul a fost cel mai nominalizat film la Galele Gopo din 2015, cu 16 nominalizări, dar a câștigat în cinci categorii, comparativ cu Mai aproape de lună, care a câștigat în nouă categorii.
Categoriile și câștigătorii în care au fost obținute cele cinci premii Gopo sunt:
- Cel mai bun actor — Florin Piersic Jr. pentru rolul Alecu Voican,
- Cea mai bună actriță — Ofelia Popii pentru rolul Elena Buciuman,
- Cel mai bun actor în rol secundar — Virgil Ogășanu pentru rolul Martin Scăunașu,
- Cea mai bună actriță în rol secundar — Alina Berzunțeanu pentru rolul Valeria Amohnoaiei și
- Cele mai bune decoruri — Cristian Niculescu.